# Peter Love
Peter Love (fallecido en 1610) fue un pirata inglés, se dice que nació en Lewes, Sussex. Era el capitán del barco Priam, y durante un tiempo ocupó una base en la Isla de Lewis, en las Hébridas Exteriores, cuando llegó a un acuerdo con el forajido de las Hébridas Neil MacLeod. Desde su base de operaciones en Lewis, Love capturó numerosos barcos y se apoderó de su carga. MacLeod, sin embargo, traicionó a Love y lo entregó a las autoridades escocesas. Como resultado, Love y varios miembros de su tripulación fueron declarados culpables de piratería y condenados a la horca en 1610. MacLeod no sobrevivió mucho a Love, ya que fue traicionado por su pariente, Rory Mor MacLeod, y ejecutado por alta traición tres años después.

## Biografía
Se dice que Peter Love nació en Lewes, Sussex, Inglaterra, en algún momento del siglo XVI. Fue un pirata notable de su época; su barco se llamaba Príamo .

### Lealtad del forajido Neil MacLeod
Según el historiador de principios del siglo XX William Cook Mackenzie, Love y el Priam habían escapado por poco de la captura por parte de las autoridades frente a la costa de Irlanda cuando echó el ancla cerca de Bernera, dentro de Loch Roag, Lewis. El Priam estaba lleno de carga robada que consistía en canela, jengibre, pimienta, cochinilla, azúcar, 700 pieles indias y 29 piezas de plata que habían sido saqueadas de un barco inglés; una caja, que contenía varias piedras preciosas de gran valor, que había sido saqueada de un barco holandés; así como una gran cantidad de mosquetes.  Durante este tiempo, un forajido de las Hébridas vivía en el área inmediata, su nombre era Neil MacLeod, hijo de Old Ruari, el difunto jefe de los MacLeod de Lewis. MacLeod había estado luchando durante años contra varias fuerzas invasoras en Lewis. A principios del siglo XVII, los aventureros de Fife intentaron colonizar la isla y, más tarde , Kenneth Mackenzie de Kintail se hizo cargo de donde lo habían dejado. Mackenzie de Kintail recibió una comisión por parte del gobierno y tomó con éxito el control de la isla de Lewis. Sin embargo, MacLeod y un pequeño grupo de seguidores se refugiaron y se fortificaron en un farallón remoto en la pequeña isla de Bearasaigh dentro de Loch Roag.
El pirata Love y el forajido MacLeod pronto entablaron una amistad activa; tras establecer una base en la zona, y un acuerdo con MacLeod, los piratas reanudaron su comercio y capturaron un barco escocé, propiedad de Thomas Fleming de Anstruther, a quien retuvieron como prisionero. También capturaron un barco flamenco y transfirieron a cinco miembros de su tripulación a trabajar como esclavos, y los reemplazaron con un número similar de piratas a bordo. Este barco flamenco fue empujado más tarde por el mal tiempo a la costa de Shetland, donde la tripulación se vio obligada a desembarcar. Mackenzie relató un relato que decía que la amistad entre Love y MacLeod era tan fuerte que Love estaba a punto de casarse con una hija de Torquil Blair MacLeod, a quien se describe como la tía de Neil MacLeod. Mackenzie señaló que esto obviamente es un error de algún tipo, ya que Torquil es nombre masculino, y propuso que Torquil Blair pudo haber sido un hijo ilegítimo de Old Ruari, el difunto jefe de los MacLeod de Lewis.  Más tarde, el historiador del clan del siglo XX, Alec Morrison, declaró que Neil en realidad se casó con la hija de Torquil Blair MacLeod.

### Captura y ejecución
Neil MacLeod, sin embargo, traicionó a Love y durante una fiesta intentó capturar a los piratas. Algunos de los piratas murieron durante una pelea desesperada, pero MacLeod y sus hombres capturaron a Love y al Priam. Los cuatro holandeses que habían sido esclavizados por los piratas fueron liberados y MacLeod detuvo a un escocés que también estaba esclavizado, esperando instrucciones del Consejo Privado.
Según la tradición, había abundancia de dinero a bordo del Priam que se dividió y se repartió entre MacLeod y sus seguidores utilizando el casco de Donald Cam Macaulay. Mackenzie señaló que no hay mención de dinero en los registros oficiales encontrados a bordo del Priam. Su cargamento de especias era de poca utilidad para los forajidos, pero el dinero era de gran utilidad. Mackenzie señaló que la captura de Love por parte de MacLeod habría tenido dos propósitos: proporcionarle una gran cantidad de dinero y darle un medio de reconciliación con el Gobierno. 
MacLeod envió un mensajero para informar al Consejo Privado de Escocia. La versión de los hechos de MacLeod, relacionada con el Consejo Privado, fue que él no estuvo personalmente presente durante la incautación de Love and the Priam . Según Mackenzie, la razón por la que MacLeod se distanció del evento real fue para no ser responsable si se pensaba que sus hombres se ayudaron a sí mismos con el botín. Mackenzie también consideró muy probable que cuando finalmente se entregó el Priam a los representantes del Gobierno, no se habría encontrado a bordo nada útil para Neil y sus hombres.
Love y nueve de sus hombres fueron entregados a Patrick Grieve y juzgados en la ciudad de Edimburgo el 8 de diciembre de 1610. Los hombres eran una mezcla de diversas nacionalidades: los ingleses Johnne Cokis, Williame Hollane, Anthony Colenis y Abraham Mathie; los galeses Dauid Howart y Nicolas Phillopes; y el irlandés Jasperd Staffurd. Mackenzie declaró que los otros dos hombres entregados a Grieve parecían haber muerto a causa de sus heridas antes del juicio. Todos los piratas fueron declarados culpables y condenados a ser ahorcados en las arenas del distrito de Leith.